# Barögd trast
Barögd trast (Turdus tephronotus) är en fågel i familjen trastar inom ordningen tättingar.

## Utseende och läte
Barögd trast är en distinkt trast mönstrad i grått, rostrött och vitt. Noterbart är den orangefärgade näbben och den artkarakteristiska bara huden runt ögat. Vidare är strupen vit med svarta strimmor. Sången är en rätt mörk blandning av pratiga visslingar och drillar med frekventa pauser. Bland lätena hörs korta och mörka drillar.

## Utbredning och systematik
Fågeln förekommer i arida låglänta områden från Etiopien och Somalia till Kenya och nordöstra Tanzania. Den behandlas som monotypisk, det vill säga att den inte delas in i några underarter.

## Levnadssätt
Barögd trast hittas i tät undervegetation i en rad olika miljöer, som torr törnsavann, buskmarker och skogslandskap. Arten är rätt skygg och tillbakadragen.

## Status
Arten har ett stort utbredningsområde och internationella naturvårdsunionen IUCN kategoriserar arten som livskraftig. Beståndsutvecklingen är dock oklar.